# Michel Aoun
Michel Naim Aoun (Arabisch: ميشال عون) (Haret Hreik, 18 februari 1935) is een voormalig Libanees militair commandant en politicus. Van 22 september 1988 tot 13 oktober 1990 was hij premier van Libanon en van 31 oktober 2016 tot 30 oktober 2022 was hij de Libanese president.

## Biografie

### Vroege carrière
Michel Aoun werd geboren in een arme familie in een buitenwijk van Haret Hreik. Hij volgde zijn middelbare school aan het College Des Frères, alwaar hij in 1956 afstudeerde. Daarna ging hij naar de militaire academie, waar hij drie jaar later afstudeerde als artillerie-officier voor het Libanese leger. Later onderging hij training aan een artillerieschool in Châlons-sur-Marne (École d'application de l'artillerie), Frankrijk (1958-1959), Fort Sill, Oklahoma in de Verenigde Staten (1966) en de École Supérieure de Guerre, Frankrijk (1978-1980).

### Israëlische invasie en burgeroorlog
Tijdens de Israëlische invasie van Libanon in 1982, mobiliseerde Aoun een legereenheid om het presidentiële paleis in Baabda te beschermen. Dit was de enige actie van het Libanese leger tijdens de oorlog.
Tijdens de Libanese Burgeroorlog in september 1983 vocht Aouns legereenheid tegen troepen van moslims, Druzen en Palestijnen in de slag om Souq el Gharb. In juni 1984 werd Aoun verkozen tot commandant van het Libanese leger.

### Rivaliserende overheden
Op 22 september 1988, de laatste dag van zijn presidentiële termijn,  ontsloeg president Amine Gemayel de burgeradministratie van premier Selim al-Hoss, en stelde een militaire overheid in bestaande uit zes leden. Al-Hoss verklaarde zijn ontslag als ongeldig, en richtte ook een overheid op onder steun van Syrië. Zo ontstonden er twee overheden: een burgerlijke bestaande uit voornamelijk moslims, geleid door Al-Hoss, en een militaire bestaande uit voornamelijk christenen, geleid door Michel Aoun. Gemayel benoemde tevens Michel Aoun tot nieuwe premier, wat in strijd was met het nationale verdrag van 1943 waarin stond dat die positie altijd aan een Soennitische moslim zou worden gegeven. Gemayel argumenteerde dat het verdrag ook stelde dat de president altijd een Maronitische christenen moest zijn, en dat de premier de taken van de president overneemt tijdens diens afwezigheid.
Aoun kon als premier rekenen op 60% van het Libanese leger, inclusief vrijwel alle tanks en artillerie. Hij kreeg tevens steun van president Saddam Hoessein. Aoun had zeggenschap over delen van Oost-Beiroet en enkele buitenwijken. In de lente van 1989 liep zijn bondgenoodschap met de Libanese troepen stuk toen zijn voormalige bondgenoot Samir Geagea zich tegen Aoun keerde.

### Oorlog met Syrië
Toen op 14 maart 1989 de Syriërs een aanval uitvoerden op het presidentiële paleis in Baabda, verklaarde Aoun Syrië de oorlog. Dit terwijl de Syrische troepen beter bewapend waren dan de Libanese, en al volop aanwezig in Libanon. Tevens kreeg Syrië steun van de Verenigde Staten onder leiding van president George H.W. Bush, in ruil voor hun steun aan de Amerikanen bij de strijd tegen Saddam Hoessein. In de maanden erop werd Beiroet het strijdtoneel tussen Aouns leger en het Syrische leger. Aoun accepteerde hulp van Saddam Hoessein.
In oktober 1989 kwamen leden van de Nationale Vergadering bij elkaar om de Taif overeenkomst op te stellen in de hoop zo de oorlog te beëindigen. Aoun weigerde deel te nemen aan deze bijeenkomst, en noemde de politici die dat wel deden verraders. Het akkoord werd getekend, en Syrië drong erop aan dat Aoun zou vertrekken. De vers gekozen president René Moawad weigerde hiermee in te stemmen. Hij werd uiteindelijk vermoord, en opgevolgd door Elias Hrawi. Deze ontsloeg Aoun, maar die weigerde te vertrekken.

### Verbanning
Toen Aouns bondgenoot Saddam Hoessein op 2 augustus 1990 de aanval inzette op Koeweit, sloot de Syrische president Hafez al-Assad een verbond met de Verenigde Staten. Op 13 oktober viel het Syrische leger, met Amerikaanse toestemming, het presidentiële paleis in Baabda aan, waar Aoun zich ophield. Aoun zag zich gedwongen te vluchten. Hij vertrok naar Frankrijk, en liet zijn troepen achter. In Frankrijk richtte hij een nieuwe partij op, de Vrije Patriottische Beweging. Hij wist steun te krijgen van zowel linkse als rechtse politici.

### Terugkeer
Op 7 mei 2005, elf dagen nadat het Syrische leger zich had teruggetrokken, keerde Aoun terug naar Libanon. Hij hield een korte persconferentie op de Internationale Luchthaven Rafik Hariri. Daarna bezocht hij de graven van soldaten die waren gestorven voor het Libanese nationalisme, en het graf van premier Rafik Hariri, die was vermoord op 14 februari 2005.
Aoun nam zijn intrek in een nieuw huis in het Rabieh district. Tijdens de verkiezingen van 2005 stelde hij zich weer verkiesbaar. Tot ieders verbazing nam hij samen met enkele voormalige tegenstanders deel aan de verkiezingen, onder wie enkele pro-Syrische politici zoals Michel Murr en Suleiman Frangieh jr. Bij de derde verkiezingsronde won Aouns partij 21 van de 58 zetels. Aoun werd zelf verkozen tot lid van de Nationale Vergadering.

### Presidentschap
Toen de zesjarige ambtstermijn van president Suleyman afliep, slaagde het parlement niet in de verkiezing van een opvolger. Een presidentsloze periode van tweeënhalf jaar brak aan, terwijl een zwakke regering de lopende zaken behandelde en het parlement eigenlijk ook al in een zelfbesloten verlenging van zijn termijn zat. De impasse werd na 45 mislukte stemrondes in 2016 doorbroken toen de leider van de Libanese Krachten, Samir Geagea, zich uit de strijd terugtrok en steun toezegde aan zijn opponent Michel Aoun. Deze werd vervolgens met grote meerderheid gekozen, waarna Saudi-Arabië, Bahrein en de Verenigde Arabische Emiraten hun steun aan Libanon terugtrokken.
Op 30 oktober 2022 nam Aoun afscheid als president, een dag voor het verlopen van zijn zesjarige mandaat. Er was op dat moment nog geen opvolger benoemd, omdat het parlement hierover verdeeld was.

### Persoonlijk
Aoun spreekt Arabisch, Frans, Engels, Italiaans en Spaans.
Hij is sinds 1968 getrouwd en heeft drie dochters.